# Pferdingsleben
Pferdingsleben là một đô thị in the huyện Gotha, ở bang Thüringen, Đức. Đô thị này có diện tích 6,61 km², dân số thời điểm ngày 31 tháng 12 năm 2006 là 403 người.